# Ilie-Valer Gâlea
Ilie-Valer Gâlea (n. 1 august 1949) este un fost senator român în legislatura 1990-1992 ales în județul Mureș pe listele partidului FSN. În cadrul activității sale parlamentare, Ilie-Valer Gâlea a fost membru în grupurile parlamentare de prietenie cu Regatul Belgiei, Republica Italiană și Australia. În anul 2000, Ilie - Valer Gâlea a primit titlul de Erou - Martir al Revoluției Române și titlul de Luptător pentru Victoria Revoluției Române din Decembrie 1989. 